# 蒼白僵直
苍白僵直（拉丁文：pallor mortis），是死亡的第一个阶段，尤其發生在一些膚色較淺的尸體身上，他們在死後皮膚會出現蒼白狀況。

## 出現時間
幾乎所有人死亡后通常在15至25分钟内都會出現蒼白僵直，由於死亡后很快就出現蒼白僵直，所以几乎没有人用它来判斷死亡时间。

## 原因
蒼白僵直出現的原因是由于人体微血管循环的停止，而重力使血液沉降，並由此出現尸斑。

## 参看
- 僵尸